# Македонська фондова біржа
Македонська фондова біржа (мак. Македонска Берза) — головна фондова біржа в Північній Македонії. Розташована в столиці країни — Скоп'є.

## Історія
Біржа була заснована в 1995 році. Перші торги відбулись в 1996 році.

## Фондові індекси
- MBI 10 — індекс акцій найбільш ліквідних акцій, включених в лістинг біржі
- MBID
- OMB — індекс облігацій